# Bear Hunter
Bear Hunter, décédé le 29 janvier 1863, était un chef amérindien de la tribu des Shoshones qui résista à la colonisation du Territoire de l'Idaho dans les années 1860.

## Biographie
En 1859, lorsque des gisements d'argent sont découverts sur le territoire des Païutes et des Shoshones de l'ouest, Bear Hunter s'attaque avec ses compagnons aux campements de mineurs, aux lignes de télégraphe, aux convois d'immigrants transitant vers la Californie sur la piste de l'Oregon. Les Shoshones du nord, avec à leur tête le chef Pocatello, les rejoignent et 2 000 Shoshones et Bannocks attaquent un convoi d'une dizaine de chariots à « Massacre Rock » sur la Snake River faisant de nombreux morts parmi les immigrants.
Dans le Territoire de l'Idaho, lorsque quatre guerriers shoshones sont fusillés et jetés dans la Bear River et plusieurs mineurs tués en représailles par les Amérindiens, le colonel Patrick E. Connor, avec ses volontaires de Californie, obtient la permission de préparer une expédition en territoire Shoshone en janvier 1863. C'est le massacre de Bear River, du 23 janvier 1863.
Le colonel Patrick E. Connor qui commande le 3e régiment de volontaires de Californie conduit alors 300 hommes en Utah. Le 29 janvier, il décide de donner l'assaut au camp d'hiver du chef bannock Bear Hunter, retranché dans un ravin de la Bear River. Les soldats chargent dans une neige épaisse mais sont repoussés par les tireurs en embuscade. 
Ensuite, 224 Amérindiens, dont de nombreuses femmes et enfants, sont acculés au fond d'un ravin, leurs cadavres s'entassant sur 2 mètres de haut, tandis qu'on compte 21 morts et 12 blessés chez les soldats. Plus d'une centaine de femmes et enfants sont faits prisonniers. Le chef Bear Hunter, pris vivant, est torturé par jeu puis tué par un soldat qui lui enfonce dans les oreilles une baïonnette rougie au feu. Connor gagnera ses galons de général lors de cette bataille.